# Saint-Voir
Saint-Voir är en kommun i departementet Allier i regionen Auvergne-Rhône-Alpes i de centrala delarna av Frankrike. Kommunen ligger  i kantonen Neuilly-le-Réal som ligger i arrondissementet Moulins. År 2022 hade Saint-Voir 201 invånare.

## Befolkningsutveckling
Antalet invånare i kommunen Saint-Voir
Referens: INSEE